# Carl-Anders Helander
Carl-Anders Folkesson Helander, född 23 maj 1952 i Sånga församling, Stockholms län, är en svensk hovman.

## Biografi
Carl-Anders Helander föddes 1952 i Sånga församling. Under sina ungå år studerade han som lantbrukselev vid olika gårdar i Sverige och England. Han studerade därefter vid Sveriges lantbruksuniversitet i Uppsala och blev 1979 markagronom och växtagronom. Helander började därefter att arbetade som gödselmedelskonsulent på AB Supra. Han blev 1997 VD för Hushållningssällskapet i Skara och deputerade 2002 med avhandlingen Farming system research: an approach to developing of sustainable farming systems and the role of white clover as a component in nitrogen management. År 2006 valde hans in i Kungliga skogs- och lantbruksakademiens jordbruksavdelning. Helander blev i augusti 2012 akademisekreterare och VD för Kungliga skogs- och lantbruksakademien och efterträdde Åke Barklund. Han blev 2014 kammarherre och slutade 2017 som sekreterare och VD i Kungliga skogs- och lantbruksakademien och efterträddes av Pettersson Eva.
Han driver lammköttstillverkning och nöttköttstillverkning på gården Grolanda Johannelund, tillsammans med hustrun Margareta Helander.

## Utmärkelser
- H.M. Konungens medalj i guld av 8:e storleken i Serafimerordens band (Kon:sGM8mserafb, 2020).[5]

### Avhandling
- Farming system research: an approach to developing of sustainable farming systems and the role of white clover as a component in nitrogen management, Uppsala 2002.[11]